# Dundee (Skócia)
Dundee (IPA: [dʌnˈdiː]ⓘ; skót gaelül Dùn Dè IPA: [ˈtuːn tʲeː]), hivatalos nevén City of Dundee kikötőváros az Egyesült Királyságban, Skócia keleti részén, a Firth of Tay öböl partján. Lakossága 148 ezer fő volt 2012-ben.
A terület már a Krisztus születése előtti idők óta lakott, de a város fejlődése a 19. században indult meg a hajó- és gépgyártással, valamint a jutafeldolgozással. Ma a textilgyárak már csendesek, de más iparágak indultak virágzásnak a kikötőben éppúgy, mint a külvárosokban. A kikötő jelentős szerepet játszik az északi-tengeri olajiparban. A város finom süteményeiről és a 18. század óta narancslekvárjáról is ismert. Igazi hírnevét azonban 1879-ben bekövetkezett vasúti szerencsétlenség után szerezte. A Tay folyón átívelő vasúti híd leszakadt az erős szél miatt, egy szerelvény a folyóba zuhant és 75 ember esett áldozatul. Az 1966-ban újjáépített hidat a közúti forgalom is használhatja.

## Nevezetes szülöttei
- Charlie Adam labdarúgó
- David Batchelor
- James Chalmers feltaláló
- Brian Cox színész
- James Alfred Ewing
- Williamina Fleming csillagász
- George Galloway politikus
- Francis Japp kémikus
- Alison Louise Kennedy író
- James Bowman Lindsay feltaláló
- Malcolm Sim Longair asztronómus
- Iain MacMillan fényképész
- Liz McColgan atléta
- Richard McTaggart boxoló
- William Turnbull festő
- Ross Wallace focista
- Lee Wilkie focista
- Lewis Williamson
- Kelly Wood